# Banco Matritense

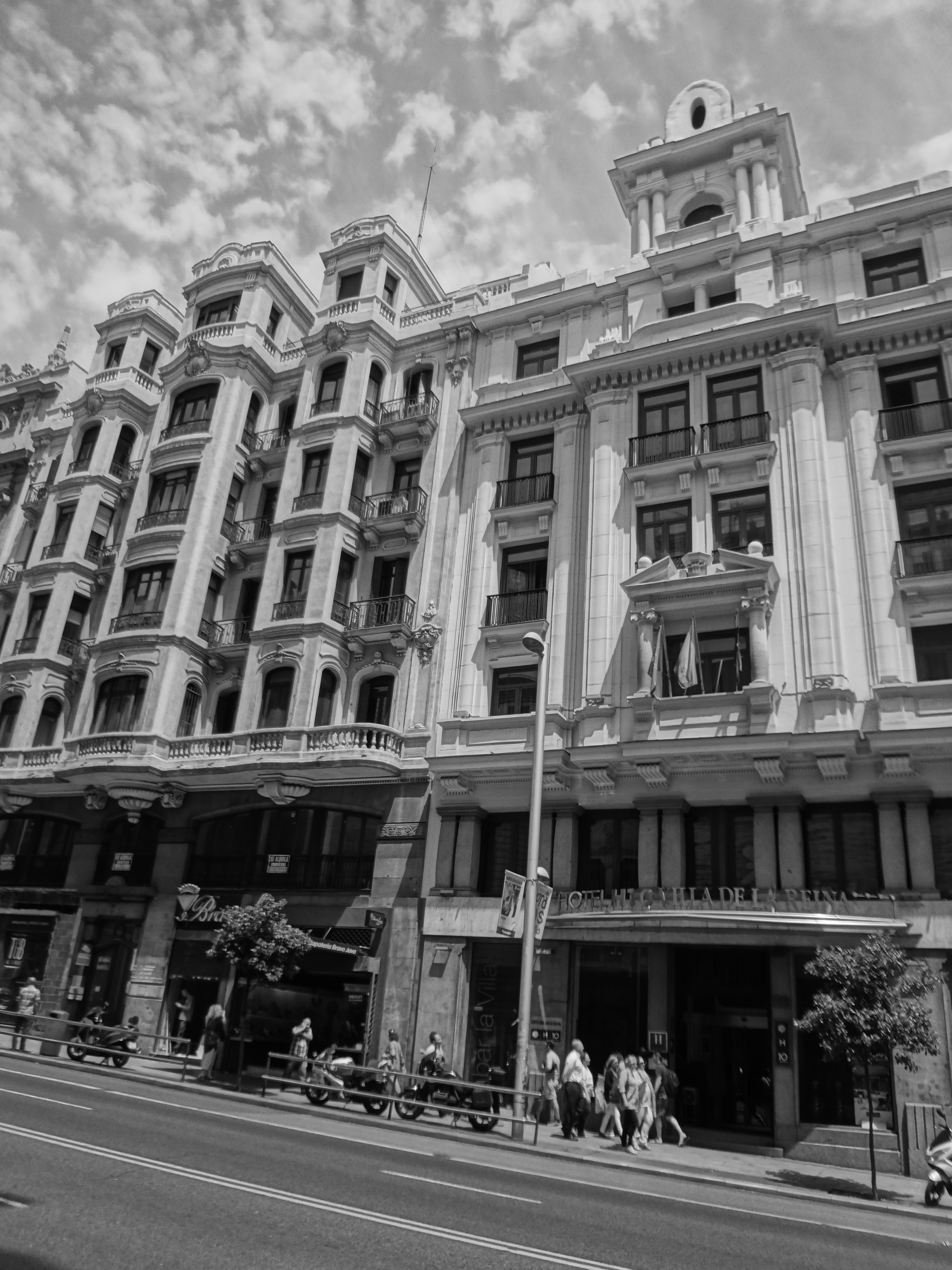
Gran Vía 22, sede del Banco Matritense en 1919

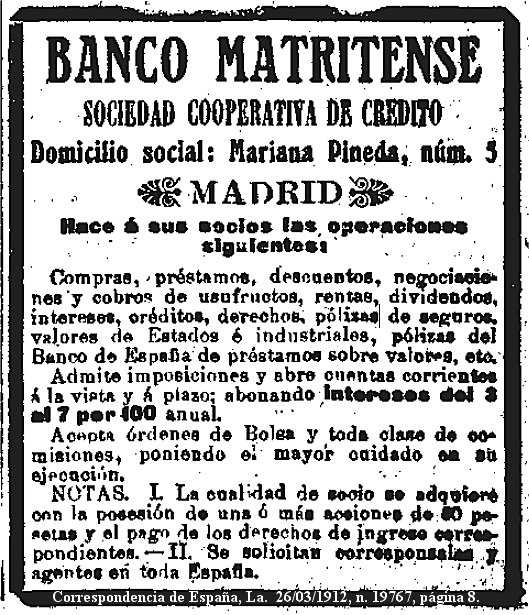
Anuncio del Banco Matritense (1912)

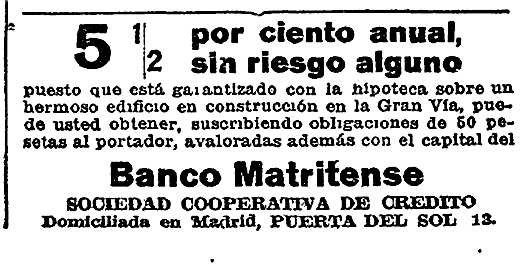
Anuncio del Banco Matritense sobre obligaciones al 5,5% sin riesgo alguno.

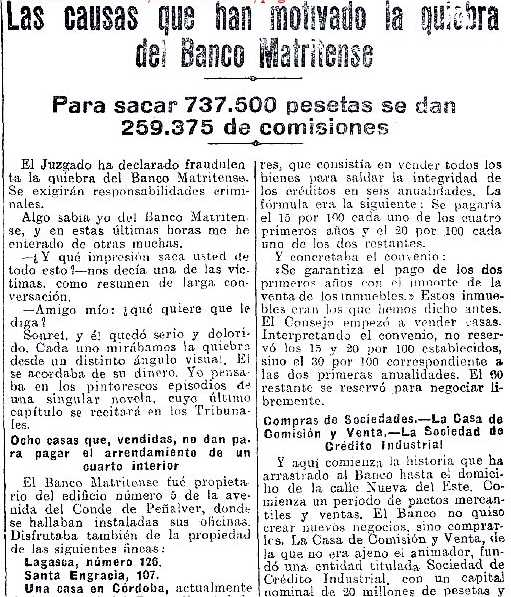
Noticia de la quiebra del banco, con las causas de esta (1931)

El Banco Matritense fue un banco cooperativo de crédito español fundado en 1911. En activo durante diecinueve años, quebró en 1930.

## Historia
El Banco Matritense fue una sociedad cooperativa de crédito constituida por un grupo de particulares en 1911, con un capital social de 5000 pesetas. Se describía así en un anuncio:

Hace a sus socios las operaciones siguientes:

Compras, préstamos, descuentos, negociaciones y cobros de usufructos, rentas, dividendos, intereses, créditos, derechos, pólizas de seguros, valores de Estados y industriales, póliza del Banco de España de préstamos sobre valores, etc.

Admite imposiciones y abre cuentas corrientes a la vista y a plazo; abonando intereses del 3 al 7 por 100 anual.
 Acepta órdenes de Bolsa y toda clase de comisiónes, poniendo el mayor cuidado en su ejecución.

NOTAS. I. La cualidad de socio se adquiere con la posesión de una ó más acciones de 50 pesetas y el pago de los derechos de ingreso correspondientes. II. Se solicitan corresponsales y agentes en toda España.
La Correspondencia de España

Obtuvo rápidamente cierto éxito a nivel nacional. Su primera sede estuvo en el número 5 de la calle Mariana de Pineda, en Madrid, de donde se trasladó al número 13 de la Puerta del Sol.
El repentino desarrollo de su actividad impuso en 1919 la edificación en la Gran Vía de una nueva e imponente sede en el número 22, donde actualmente está instalado el hotel Villa de la Reina, contiguo al edificio, entonces en construcción, del Círculo de la Unión Mercantil e Industrial, en el número 24. Del proyecto se encargó el arquitecto Secundino Zuazo.
En su etapa de mayor auge, el Banco Matritense tenía sucursales en toda España, principalmente en Andalucía.
Emítia obligaciones al cinco y medio por ciento "sin riesgo alguno"  avaloradas por su patrimonio inmobiliario: 

ocho casas que, vendidas, no dan para pagar el arrendamiento de un cuarto interior
El Heraldo 

que comprendía el edificio en construcción de la Gran Vía, número 22, financiado con deudas.  

El Banco tenía obligación de pagar a los millares de acreedores con el producto de las ventas de inmuebles o constituir depósitos de las cantidades  así obtenidas para cubrir aquellas atenciones, y lejos de obrar así, el dinero se invirtió en adquirir acciones de la Sociedad Crédito Industrial Mercantil Español
"La Nación"

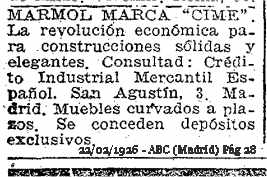
Crédito Industrial Mercantil Español - mármol marca "CIMA" 1926

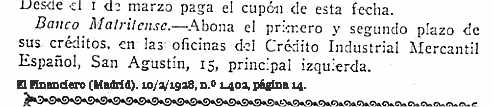
El Banco Matritense abona créditos en las oficinas del Crédito Industrial Mercantil Español 1928

Pocos años después entraría en declive, con la venta ya en 1923 de todo su patrimonio inmobiliario. El banco trasladó sus oficinas a un oscuro patio en la calle Nueva del Este n.º 6, de 40 pesetas de alquiler por mes, donde tuvo sede hasta su quiebra, fraudulenta, ocurrida en 1930, en la que quedaron comprometidos sobre todos pequeños ahorradores, tenderos y pequeños empresarios.